# L先生
《L先生》是甘益光（Benjamin Gan）執導和編劇的2017年台灣電影。曾於2018年的米蘭米莫影展（Mimo Film Festival），入圍紀錄片類別（Finalists Documentary Category）影片，並在2018年諾伊達影展（Noida International Film Festival） 
得到影展特別表揚獎（Festival Special Mention Award）。
本片是紀錄片式的劇情片，大部分對白是英語，也有少數國語和台語。初版完成於2012年，片長35分鐘，只有少數影展評審看過，並未公開上映。第二版完成並上映於2017年，片長變為38分鐘，甘益光在片中一人分飾男主角Leo和其神秘友人Mr. L，其中Leo這個角色，也同時出現在甘益光編導的其他兩部電影《時鐘記》
和《海邊的小說家》裡，此外甘益光的母親，蘇乾治（Chien-Chih Su）亦在《L先生》中客串演出。本片與甘益光導演的另一部曾在2015年南方影展入圍最佳實驗電影的《湖的秘密》二合一為《L先生與湖的秘密》（Mr. L: Secrets of the Lakes），片長為91分鐘，這部電影將兩部作品的主題和風格相互連結，形成一個更大的敘事架構和意義層次。

## 劇情
一開始，畫面呈現捷運路線圖，一根手指頭，似乎在畫著搭車的路線，畫出來像是英文字母L。
一向獨來獨往的Leo喜歡拿著手機拍攝影片，特別是跳舞的人，有一次在Cosplay還拍到一個假裝是天使的女生。他雖嘗試上網找朋友，但被一個叫Blanche Leigh的女子拒絕後，他說他只仰賴陌生人的慈悲（這段很明顯是在向Vivien Leigh飾演過的慾望街車女主角Blanche Dubois致敬）。
有一天他的家裡突然出現了一個叫做Mr. L的陌生人。Mr. L說他們去年曾在馬倫巴見過面（典故出自電影去年在馬倫巴），但是Leo卻一點也不記得。身為身障人士的Leo，希望有一天能成為一個舞者。Mr. L說他會讓Leo的夢想成真，難道Mr. L是個天使不成？但願他不是裝的，先前假裝是天使的女生，再次出現。本片英文海報有一行字：Someone is pretending!（有人在假裝），也許每個人都在假裝，都在演戲，是Leo喜歡拿手機拍攝的影片。
Leo到海邊，在沙上寫了L。但Mr. L是誰，Leo始終不知道。在假裝的蟲洞的另一端，有一個平行宇宙，那裏也有Leo和Mr. L，也許那裏的Leo不必假裝比較快樂。
在原本的宇宙裡，Leo終於在Mr. L的幫助之下，成功跳起舞來。但舞一跳完，他又變回身障人士，Mr. L則不知去向。Leo吹起口哨，吹的歌曲是Bobby Vinton1964年的冠軍曲〈Ｍr. Lonely〉，他用食指描了一下Lonely這個字的第一個字母L。最後Leo去搭捷運，列車駛進一個黑暗的隧道。

## 評論
台灣影評人李幼鸚鵡鵪鶉曾在立報的影評裡表示，《L先生》有《八又二分之一》式的寄情或寓意或憶舊，其文學性與異國情調（exotic）跟雷奈（Alain Resnais）、費里尼（Federico Fellini）遙相呼應，既是超級影痴電影，又讓非影痴可以當成極富創意的實驗電影自由馳騁。

## 外部連結
- 互联网电影数据库（IMDb）上《L先生》的资料（英文）
- 《L先生》預告片, YouTube （页面存档备份，存于）
- The Movie Database《L先生》 （页面存档备份，存于）
- Binged《L先生》
- （页面存档备份，存于） Lavanguardia《L先生》
- Facebook, Mr.L （页面存档备份，存于）